# Federación Deportiva Peruana de Bádminton
Die Federación Deportiva Peruana de Bádminton (FDPB) ist die oberste nationale administrative Organisation in der Sportart Badminton in Peru. Gegenwärtiger Präsident ist Zarko Cukic.

## Geschichte
Der Verband mit Sitz in Lima wurde 1965 als Comisión Peruana de Bádminton gegründet. Von 1967 an werden nationale Titelkämpfe ausgetragen, doch bereits 1963 wurde im Club de Regatas Lima Badminton gespielt. Die Comisión Peruana de Bádminton wurde 1976 Gründungsmitglied des kontinentalen Dachverbands Badminton Pan Am, damals noch unter dem Namen Pan American Badminton Confederation bekannt. 2001 erfolgte die Umbenennung der Comisión in Federación Deportiva Peruana de Bádminton.

## Bedeutende Veranstaltungen, Turniere und Ligen
- Peru International
- Peru International Series
- Peru Juniors
- Peruanische Meisterschaft
- Mannschaftsmeisterschaft

## Präsidenten
- Hugo Sologuren Calmet
- Manuel Zavala Dancuart
- Regner Basurco Jimenez
- Percy Levi Arias
- Mario Carrera Espinosa
- Miguel Carrera Espinosa
- Mario Carulla Marchena
- Andrés Bellido Delgado
- Horacio Del Carpio Bachmann
- Miguel Argüelles Rospigliosi
- Gustavo Salazar
- José Antonio Iturriaga
- Zarko Cukic